# Meyers Lake
Meyers Lake – wieś w Stanach Zjednoczonych, w stanie Ohio, w hrabstwie Stark.